# Сьміловиці-Пусткі
Сьміловиці-Пусткі (пол. Śmiłowice-Pustki) — село в Польщі, у гміні Хоцень Влоцлавського повіту Куявсько-Поморського воєводства.
Населення — 115 осіб (2011).
У 1975-1998 роках село належало до Влоцлавського воєводства.

## Демографія
Демографічна структура станом на 31 березня 2011 року:
|          | Загалом | Допрацездатний вік | Працездатний вік | Постпрацездатний вік |
| -------- | ------- | ------------------ | ---------------- | -------------------- |
| Чоловіки | 57      | 7                  | 42               | 8                    |
| Жінки    | 58      | 7                  | 28               | 23                   |
| Разом    | 115     | 14                 | 70               | 31                   |